# Сероглазый восточный бюльбюль
Сероглазый восточный бюльбюль (лат. Iole propinqua) — вид певчих воробьиных птиц из семейства бюльбюлевых. Выделяют пять подвидов.

## Распространение
Обитают в Юго-Восточной Азии (Китай, Мьянма, Вьетнам, Лаос, Таиланд, Камбоджа). Естественной средой обитания являются субтропические или тропические влажные равнинные леса.

## Описание
Длина тела 17—19 см, вес 26 г. Оперение относительно тусклое, голова маленькая.

## Биология
Питаются в основном фруктами и насекомыми. Более детальная информация о рационе отсутствует.

## Таксономия и систематика
Вид первоначально был описан как принадлежащий к роду Criniger и рассматривался затем некоторыми специалистами как входящий в род Hypsipetes.

## Охранный статус
МСОП присвоил виду охранный статус LC.